# Kap Cort Adelaer
Kap Cort Adelaer är en udde i Grönland (Kungariket Danmark).   Den ligger i kommunen Kujalleq, i den södra delen av Grönland, 600 km sydost om huvudstaden Nuuk.
Terrängen inåt land är huvudsakligen kuperad, men norrut är den platt. Havet är nära Kap Cort Adelaer åt nordost.  Det finns inga samhällen i närheten.